# Лукино Висконти
Лукино Висконти (итал. Conte Don Luchino Visconti di Modrone; Милано, 2. новембар 1906 — Рим, 17. март 1976) био је италијански позоришни редитељ, филмски редитељ и писац. Као водећа личност италијанске уметности и културе средином 20. века, Висконти је био један од очева кинематографског неореализма, али је касније кренуо ка луксузним, свеобухватним еповима који се баве темама лепоте, декаденције, смрти и европске историје, посебно пропадања племства и буржоазије. Добитник је многих признања, укључујући Златну палму и Златног лава, а многа његова дела сматрају се веома утицајним на будуће генерације филмских стваралаца.
Рођен је у Милану у једној од најбогатијих породица северне Италије, Висконти. Са 30 година је отишао у Париз, где је отпочео своју филмску каријеру као асистент Жана Реноара. После кратког обиласка САД када је посетио и Холивуд, враћа се у Италију.  Његов редитељски деби из 1943. године, Ossessione, осудио је фашистички режим због својих неуглађених приказа ликова радничке класе који прибегавају криминалу, али је данас познат као пионирско дело италијанске кинематографије. Његови најпознатији филмови су Сенсо (1954) и Леопард (1963), оба историјске мелодраме засноване на италијанским књижевним класицима, оштра драма Роко и његова браћа (1960) и његова „Немачка трилогија“ – Проклети ( 1969), Смрт у Венецији (1971) и Лудвиг (1972). Он је био врхунски режисер представа и опера, како у Италији, тако иу иностранству.

## Рани живот
Лукино Висконти је рођен у угледној племићкој породици у Милану, као једно од седморо деце Ђузепа Висконтија ди Модрона, војводе од Грацана Висконтија и грофа од Лонате Покола, и његове жене Карле (рођене Ерба, наследнице компаније Ерба фармацеутикалс). Званично је био познат као гроф дон Лучино Висконти ди Модроне, а његова породица је огранак миланских Висконтија где су владали од 1277. до 1447. године, прво као лордови, а затим као војводе.
Он је одрастао у миланском породичном седишту, Палата Висконти ди Модроне у Вија Керва, као и на породичном имању, замку Грацано Висконти у близини Виголзона. Крштен је и одрастао у окружењу римокатоличке цркве. Након што су се његови родитељи раздвојили почетком 1920-их, његова мајка се преселила са својом млађом децом, укључујући и њега, у сопствену кућу у Милану, као и у своју летњу резиденцију, Вилу Ерба у Чернобију на језеру Комо. Отац је, као коморник италијанског краља Виктора Емануела III, такође поседовао вилу у Риму коју је Лучино касније наследио и деценијама живео у њој.
- Палата Висконти ди Модроне у Милану
- Замак Грацано Висконти
- Вила Ерба на језеру Комо

У својим раним годинама био је изложен уметности, музици и позоришту: Палата Висконти ди Модроне у Милану, где је одрастао, имала је своје мало приватно позориште и деца су учествовала у његовим представама. Породица је имала и своју ложу у оперској кући Ла Скала. Лукино је учио виолончело код италијанског виолончелисте и композитора Лоренца де Паолиса (1890–1965) и упознао је композитора Ђакома Пучинија, диригента Артура Тосканинија и писца Габријела Д'Анунција. Висконти је пронашао свет литературе читајући Прустово дело У потрази за исчезлим временом, касније доживотни филмски пројекат који никада није реализовао. Пре него што је започео своју филмску каријеру, страствено је тренирао тркачке коње у сопственој штали. Веридба закључена 1935. са принцезом Ирмом од Виндиш-Граца изазвала је забринутост код њеног оца, принца Хјуга, након чега је Висконти раскинуо веридбу.

## Ратна активност отпора
Током Другог светског рата, Висконти се придружио Комунистичкој партији Италије, коју је сматрао јединим ефикасним противником италијанског фашизма. Док је у својим раним годинама био импресиониран таквим естетским аспектима свечаних парада Националне фашистичке партије као што је марширање у колонама у чизмама и униформи, сада је почео да мрзи Мусолинијев режим. Оптужио је буржоазију за издају тиранији, и након Бадоглио прокламације, почео да ради са италијанским отпором. Подржавао је партизанску борбу комуниста излажући се смртној опасности; његова вила у Риму постала је стециште опозиционих уметника.
После краљевог бекства у јесен 1943. и интервенције Немаца, сакрио се у планинама, у Сетефратију, под псеудонимом Алфредо Гвиди. Висконти је помогао енглеским и америчким ратним заробљеницима да се сакрију након што су побегли, а такође је дао уточиште партизанима у својој кући у Риму, уз помоћ глумице Марије Денис.
Након немачке окупације Рима у априлу 1944, Висконтија је ухапсио и заточио антипартизан Пјетро Кох и осуђен на стрељање. Од смрти га је спасила само интервенција Денисове у последњем тренутку. После рата, Висконти је сведочио против Коха, који је и сам осуђен и погубљен.

## Каријера

### Филмови
Своју филмску каријеру започео је као сценограф на Partie de campagne (1936) Жана Реноара уз посредовање њихове заједничке пријатељице Коко Шанел. После кратке турнеје по Сједињеним Државама, где је посетио Холивуд, вратио се у Италију да поново буде Реноаров асистант, овог пута за Тоску (1941), продукцију коју је прекинуо и касније завршио немачки редитељ Карл Кох.
Заједно са Робертом Роселинијем, Висконти се придружио салону Виторија Мусолинија (Бенитов син, који је тада био национални арбитар за филм и друге уметности). Овде је вероватно упознао и Федерика Фелинија. Са Ђанијем Пучинијем, Антониом Пјетрангелијем и Ђузепеом Де Сантисом написао је сценарио за свој први филм као режисер: Ossessione (Опсесија, 1943), један од првих неореалистичких филмова и незваничну адаптацију романа Поштар увек звони двапут.
Године 1948, написао је и режирао La terra trema (Земља дрхти), према роману I Malavoglia Ђованија Верге. Висконти је наставио да ради током 1950-их, али је скренуо са пута неореализма својим филмом Сенсо из 1954. године, снимљеним у боји. Заснован на новели Камила Боита, смештен је у Венецију коју су окупирали Аустријанци 1866. У овом филму, Висконти комбинује реализам и романтизам као начин да се одвоји од неореализма. Међутим, како примећује један биограф, „Висконти без неореализма је као Ланг без експресионизма и Ајзенштајн без формализма“. Он описује филм као „највисконтијевскији“ од свих Висконтијевих филмова. Висконти се поново вратио неореализму са Rocco e i suoi fratelli (Роко и његова браћа, 1960), причом о јужним Италијанима који мигрирају у Милано у нади да ће пронаћи финансијску стабилност. Године 1961, био је члан жирија на 2. Московском међународном филмском фестивалу.

## Филмографија
- 1943 — Ossessione (Опсесија/Демонски љубавници)
- 1948 — La Terra trema: Episodio del mare (Земља дрхти)
- 1951 — Bellissima (Најлепша)
- 1953 —
- 1954 — Senso (Осећајност)
- 1957 — Le notti bianche (Беле ноћи)
- 1960 — Rocco e i suoi fratelli (Роко и његова браћа)
- 1962 — Boccaccio '70 (Бокачо '70)
- 1963 — Il Gattopardo (Гепард)
- 1965 — Vaghe stelle dell'Orsa (Драге звезде Великог медведа)
- 1966 — Le Streghe (Вештице)
- 1967 — Lo Straniero (Странац)
- 1969 — La Caduta degli dei (Сумрак богова)
- 1970 — Alla ricerca di Tadzio (У потрази за Тадзијом)
- 1971 — Morte a Venezia (Смрт у Венецији)
- 1972 — Ludwig (Лудвиг)
- 1974 — Gruppo di famiglia in un interno (Затворени породични круг)
- 1976 — L'Innocente (Невиност)

## Реферфенце
1. ↑  Енциклопедија Британика. В-Ђ. Београд: Народна књига : Политика. 2005. стр. 62. ISBN 86-331-2112-3. Непознати параметар |editor1-last1= игнорисан (помоћ); Непознати параметар |editor1-first1= игнорисан (помоћ)
2. ↑  „Where to begin with Luchino Visconti”. British Film Institute (на језику: енглески). Архивирано из оригинала 04. 12. 2021. г. Приступљено 2021-05-04.
3. ↑  Kiang, Jessica (2015-10-08). „The Essentials: The 8 Best Luchino Visconti Films”. IndieWire (на језику: енглески). Приступљено 2021-05-04.
4. ↑  'THE LEOPARD' IN ITS ORIGINAL LAIR: Care and Authenticity Mark screen Version of Modern Classic By HERBERT MITGANG. New York Times 29 July 1962: 69
5. ↑  Lucioni, Alfredo (2006), „Somma e la sua pieve dall’alto Medioevo all’età borromaica”, La Basilica di S. Agnese. L'antica prepositurale di Somma e la sua pieve: storia, arte e architettura (на језику: италијански), Varese: Edizioni Lativa, стр. 55
6. ↑  Fumi, Gianpiero (2014). I Visconti di Modrone, nobiltà e modernità a Milano (secoli XIX-XX) (на језику: италијански). Milan. стр. 28. ISBN 9788834326435.
7. ↑  "M/M Icon: Luchino Visconti", Manner of Man Magazine online at mannerofman.com, 2 November 2010. Retrieved 18 November 2012
8. ↑  Flatley, Guy (27. 6. 1971). „Yes, He Threw No Tantrum”. The New York Times. Архивирано из оригинала 01. 10. 2021. г. Приступљено 21. 08. 2022.
9. ↑  L. Schifano: Luchino Visconti. Fürst des Films, biography (German translation), 1988, p. 141−151
10. ↑  L. Schifano: Luchino Visconti. Fürst des Films. 1988. стр. 208., biography (German translation),
11. ↑  L. Schifano: Luchino Visconti. Fürst des Films, biography (German translation), 1988, p. 205−230
12. ↑  Bacon, Henry (1998). Visconti: Explorations of Beauty and Decay. Cambridge: Cambridge University Press. стр. 6. ISBN 9780521599603.
13. ↑  Bacon, Henry (1998). Visconti: Explorations of Beauty and Decay. Cambridge: Cambridge University Press. стр. 14. ISBN 9780521599603.
14. ↑  Nowell-Smith, стр. 9.
15. ↑  „2nd Moscow International Film Festival (1961)”. MIFF. Архивирано из оригинала 16. 1. 2013. г. Приступљено 4. 11. 2012.